# المجلس البوذي العالمي
المجلس البوذي العالمي، أو مجلس سانغا البوذي العالمي ، (بالإنجليزية: World Buddhist Sangha Council)‏، هو منظمة دولية غير حكومية، تهدف إلى تطوير وتوحيد العلاقات الدينية البوذية، والمجتمعات الرهبانية من مختلف المذاهب، والتقاليد في جميع أنحاء العالم، وكذلك المساعدة على القيام بأنشطة لنشر التعاليم البوذية.
تأسس المجلس في كولومبو، سريلانكا، في مايو 1966.

## البلدان الممثلة في المجلس
يضم المجلس البوذي العالمي، ممثلين عن البوذية من تيرافادا، وماهايانا، وفاجرايانا .. ومن المناطق التالية: أستراليا، بنغلاديش، البرازيل، كندا، الدنمارك، فرنسا، ألمانيا، هونج كونج، الهند، إندونيسيا، اليابان، كوريا الجنوبية، ماكاو، ماليزيا، منغوليا، ميانمار، نيبال، نيوزيلندا، الفلبين، سنغافورة، سريلانكا، السويد، تايوان، تايلاند، والمملكة المتحدة، والولايات المتحدة.

## النقاط الأساسية التي توحد تيرافادا وماهايانا
خلال المؤتمر الأول، طلب الأمين العام المؤسس، الراحل (بانديتا بينبوري سوراتا)، من (والبولا رحولا) تقديم صيغة موجزة لتوحيد التقاليد البوذية المختلفة، والتي وافق عليها المجلس بالإجماع لاحقا. وكانت الصيغة عبارة عن «التسعة النقاط الأساسية التي توحد ثيرافادا وماهيانا».